# 겨울 방학
겨울 방학 또는 동기 방학(冬期放學, 영어: winter break)은 추위로 학업의 능률이 오르지 않는 겨울에 학교를 쉬는 기간을 말하며, 방학을 사이에 두고 학년을 나눈다. 국가와 지역에 따라 4주 ~ 3개월 정도의 휴식기간이 주어진다. 대한민국에서는 수도권 및 동남권, 대경권 지역을 기준으로, 12월 말부터 2월 초까지를 방학기간으로 하고 있다.
미국, 캐나다, 일본, 이탈리아, 독일 등의 학교는 12월 말부터 1월 초까지 약 2주 정도의 겨울 방학을 한다.

## 같이 보기
- 봄 방학
- 여름 방학
- 가을 방학